# Canthidium nobile
Canthidium nobile är en skalbaggsart som beskrevs av Edgar von Harold 1867. Canthidium nobile ingår i släktet Canthidium och familjen bladhorningar. Inga underarter finns listade.